# Paul Mägi
Paul Mägi (* 13. Oktober 1953 in Tallinn, Sowjetunion) ist ein estnischer Dirigent.

## Leben und Musik
Paul Mägi legte sein Abitur an der 42. Mittelschule in Tallinn, dem heutigen Deutschen Gymnasium Tallinn (Tallinna Saksa Gümnaasium), im Stadtteil Mustamäe ab. 1978 war er Mitbegründer des Kammerorchesters von Eesti Raadio und war anschließend als Dirigent beim estnischen Rundfunk tätig.
1980 schloss Mägi sein Studium im Fach Trompete am Staatlichen Tallinner Konservatorium und 1984 im Fach Orchesterleitung bei Gennadi Roschdestwenski am Staatlichen Moskauer Konservatorium ab.
Von 1984 bis 1991 war Paul Mägi Dirigent an der heutigen Nationaloper Estonia, bevor er von 1990 bis 1994 als musikalischer Leiter und Chefdirigent des Staatlichen Lettischen Sinfonieorchesters (Latvijas Nacionālais simfoniskais orķestris) in Riga tätig war.
1995 ging Mägi in seine Heimat zurück. Bis 2002 war er künstlerischer Leiter und Chefdirigent der Nationaloper Estonia. Seit 2004 ist Mägi künstlerischer Leiter und Chefdirigent des Kammerorchesters Uppsala (Uppsala Kammarorkester). Daneben tritt er als Jazzviolinist auf.

## Auszeichnungen
1985 erhielt Paul Mägi den estnischen Preis für Junge Musiker. 1994 erhielt er den Grand prix der Republik Lettland. 1994, 1996 und 1999 wurde Mägi der Jahrespreis des estnischen Musiktheaters verliehen, im Jahr 2000 der Kulturpreis der Republik Estland.

## Privatleben
Paul Mägi war mit der Pädagogin Gaida Mägi (geb. Graps, 1954–2008) verheiratet. Das Paar hat eine Tochter und einen Sohn.